# 代位權
代位權（英語：subrogation）乃債務人怠於行使其權利，進而危害到債權人的債權時，債權人可依法取代債務人的地位，行使債務人的權利。例如A君欠B君五萬元，C君欠A君五萬元，A君如無其他財產而又怠於行使其對C君之權利，B君得代位A君而行使其權利，請求C君清償。

## 行使代位權要件
1. 保全債權：代位權必須為保全債權之必要性，債權人才可以行使。亦即債權人有不能受清償之虞時，債權人始得行使代位權。債權人代位權之行使，目的在維持各債權人之共同擔保，故該債權人本身之債權縱另有特別擔保（例如抵押權、質權等），亦不妨行使代位權。
2. 須於債務人負遲延責任：債權人之行使代位權，非於債務人負遲延責任時，不得行使，但專為保存債務人權利之行為，不在此限（例如申報破產債權之行為）。
3. 債務人怠於行使其權利：債務人對於本身之債權，應當行使卻沒有行使，而債權人之債權，即有消滅或者喪失的現實危險，進而對債權人的債權也就產生不利影響。但專屬於債務人本身之權利，則不得代位行使，例如扶養請求權即不得代位行使。

## 相關法規

### 中華民國
民法第242條「債務人怠於行使其權利時，債權人因保全債權，得以自己之名義，行使其權利。但專屬於債務人本身者，不在此限。」

### 中华人民共和国
合同法第七十三条    因债务人怠于行使其到期债权，对债权人造成损害的，债权人可以向人民法院请求以自己的名义代位行使债务人的债权，但该债权专属于债务人自身的除外。 代位权的行使范围以债权人的债权为限。债权人行使代位权的必要费用，由债务人负担。
保险法第六十条  因第三者对保险标的的损害而造成保险事故的，保险人自向被保险人赔偿保险金之日起，在赔偿金额范围内代位行使被保险人对第三者请求赔偿的权利。前款规定的保险事故发生后，被保险人已经从第三者取得损害赔偿的，保险人赔偿保险金时，可以相应扣减被保险人从第三者已取得的赔偿金额。